# سعید نورسی
بدیع الزمان سعید نورسی:سه‌عید نوورسی،Seîdê Nursî (زاده ۱۸۷۶ — درگذشته ۱۹۶۰) از پیشگامان اندیشه نوین اسلامی است.
بدیع الزمان سعید نورسی در سال ۱۲۹۳ رومی (۱۸۷۸ میلادی/۱۲۹۵ هجری قمری) در یک خانواده دینی در روستای نورس از نواحی اسپاریط، شهرستان هیزان استان بیتلیس به دنیا آمده است. نام پدرش میرزا، و مادرش نوریه است. تا ۹ سالگی نزد پدر و مادرش ماند. در آن ایام حالتی روحی او را بر آن داشت تا توجه کند برادر بزرگش ملا عبدالله که در حال تحصیل بود تا چه حد از علم نصیب می‌برد. مشتاقانه به ملا عبدالله فکر می‌نمود که بر اثر تحصیل، به تدریج پیشرفت می‌کرد و نسبت به دوستان بی‌سوادش در روستا صاحب مزیت می‌شد. این بود که با علاقه‌ای وافر تصمیم به تحصیل گرفت و راهی مدرسه ملا محمد امین افندی در روستای «طاغ» در همان محدوده اسپاریط شد، اما مدت زیادی نتوانست در آنجا بماند.
سعید نورسی تا زمان درگذشت مجرد بود به خاطر مبارزه با بی‌دینی هیچ وقت فرصت ازدواج پیدا نکرد و از خود فرزندی به جا نگذاشت. در این خصوص در کتاب تاریخچه حیات خود اینگونه می‌نویسد: به من می‌گویند: "به این و آن چه کار داشتی؟" حواسم نبوده است. در مقابل خود حریقی سهمگین می‌بینم. زبانه‌هایش به هوا برخاسته، و در میان این حریق فرزندم و ایمانم در حال سوختن است. من درصدد اطفای آن حریق و نجات ایمانم هستم. حالا کسی در راه می‌خواسته مانع من شود، پایم با او برخورد کرده است؛ چه اهمیتی دارد؟ آیا این واقعه ناچیز در برابر آن آتش‌سوزی مهیب می‌تواند ارزشی داشته باشد؟ وای از اندیشه‌ها و دیدگاه‌های محدود … گمان می‌کنند من فردی خودکامه هستم که در پی نجات خویش است! من در راه نجات ایمان جامعه، هم دنیایم را فدا کردم هم آخرتم را … در مدت هشتاد سال زندگی با چیزی به نام لذت دنیوی آشنا نبوده‌ام. همه عمرم در میدان‌های جنگ، اسارت‌ها، زندان‌های کشور یا دادگاه‌ها گذشت. جفا و آزار و اذیتی نماند که تحمل نکرده باشم.

## تولد و دوران کودکی
در دامنهٔ کوه‌های پوشیده از برف و سر به فلک کشیدهٔ کردستان (ترکیه) در سپیده دم یکی از روزهای سال ۱۲۹۳ هجری قمری سه سال قبل از خلافت سلطان عبدالحمید ثانی در روستای نورس، یکی از روستاهای بخش اسپارت از توابع استان بتلیس، کودکی دیده به جهان گشود که نام او را سعید گذاشتند. خداوند نعمتهای فراوان، از جمله پدر و مادری خداپرست و مسلمان را به این نوزاد عطا فرموده بود. پدرش میرزا که مردم به خاطر عبادت و خداپرستی فراوانش او را صوفی میرزا می‌گفتند و مادرش بانو نوریّه نمونهٔ یک مادر مؤمن و فرزند پرور بود. این نوزاد مبارک در همان دوران کودکی دوست داشت با بزرگترها و بزرگان همنشینی کند و به سخنانشان گوش فرا دهد و تمایلی به بازیگوشی و هرزگی نداشت و خود به خود مثل بزرگان رفتار می‌کرد تاجایی که در همان دوران نوجوانی، مدرک علمی دریافت کرد و با بزرگ‌ترین علمای زمان خودش رقابت نمود … گویی وظیفه ای مهم (وظیفهٔ هدایت جهان اسلامی و حتی تمام انسانها) را بر دوش خود احساس نموده و متوجه خودش می‌دانست. از همان دوران کودکی سربلندی و جوانمردی را دوست داشت و هیچگاه از سیمای ظلم، سر افکندگی و حقارت خوشش نمی‌آمد.

## دوران بلوغ
خانواده او کشاورز بودند و او به یادگیری علم و دانش روی آورد. ابتدا نزد ملا محمد افندی درس را شروع کرد و نزد برادر بزرگترش ملا عبدالله نورسی در ایام تعطیلی و استراحت هفتگی مطالب دیگری می‌آموخت. سپس به روستای پیرمس خدمت ملا نور محمد رفت. سعید در زمان بسیار کمی توجه استاد و مردم آنجا را به خود جلب کرد.

## دریافت گواهینامه علمی
در سال ۱۸۸۵م. برای تحصیل در مدرسه ملا امین افندی به بدلیس از آنجا به مدرسهٔ علوم دینی میر حسن ولی در موکوس و از آنجا به مدرسهٔ واسیان در گواش و از آنجا هم به مدرسه‌ای در منطقهٔ بایزید در استان ارزروم رفت و در این مدرسه بود که تعلیمات زیربنایی را آغاز نمود. در مدت سه ماه در این مدرسه، علوم دینی متداول را به پایان رسانید و از دست ملا محمد جلالی گواهینامهٔ عالمی را دریافت نمود.
نقل است که میان ملا سعید نورسی و عالم مشهور فتح‌الله افندی در سیعرد ملاقات و گفتگویی صورت گرفت که سعید از امتحان و سؤالاتی که این عالم مشهور از او پرسید سر بلند بیرون آمد و هیچ‌یک از سؤالات او را بی‌جواب نگذاشت. او توانست کتاب دو جلدی جمع الجوامع در علم اصول را درخدمت این استاد در عرض یک هفته و هر روز فقط دو یا سه ساعت حفظ نماید که در انتها ملا فتح‌الله روی جلد کتابش نوشت { لَقَد جَمَعَ فی حفظِهِ جمع الجوامع جمیعَهُ فی جمعة} یعنی کل کتاب جمع الجوامع در مدت یک هفته در حافظه اش جمع شده است.

## لقب بدیع الزمان
هنوز سن ایشان به شانزده سالگی نرسیده بود که در سال ۱۸۸۲ به شهر کردنشین ماردین رفت و در مسجد جامع آن شهر تدریس را شروع کرد و به سؤالات مسلمانان جواب می‌داد.
در سال ۱۸۸۴م. حسن پاشا والی شهر وان از ایشان خواست تا پیش او برود و در آنجا ساکن شود. پیشنهاد او را پذیرفت و رفت و در خانه طاهر پاشا مقیم شد. در آنجا در مدرسه خُرخُر حدود بیست سال تدریس کرد. در این سفر که جناب ملا سعید با عده‌ای از علمای علم جدید مانند شیمی، جغرافیا فیزیک و… ملاقات‌هایی انجام داد و احساس کرد که در این علوم مایهٔ چندانی ندارد. چون با آن علوم آشنا نبود و فهمید که کلام قدیمی و مَدرَسی برای عصر حاضر نارساست. این احساس، او را برآن داشت تاسعی کند این علوم را نیز یاد بگیرد. دراندک زمانی در علوم ریاضی، نجوم، شیمی، فیزیک، زمین‌شناسی، فلسفه، تاریخ و جغرافیا ماهر شد به حدی که بتواند متخصصین آن‌ها را در مناظرات شکست دهد و حتی دربارهٔ آن علوم کتاب هم بنویسد به همین خاطر لقب بدیع الزمان به او اختصاص داده شد.

## سخنرانی گلادسون در مجلس عوام انگلستان و موضع نورسی
بعد از آنکه خبر سخنرانی گلادسون وزیر انگلیسی که در (مجلس عوام انگلستان) یک جلد قرآن را بلند کرده و گفته بود: تا زمانی که این قرآن در دست مسلمانان باشد، ما نمی‌توانیم بر آن‌ها حکومت کنیم لذا ناچاریم این قرآن را از بین برده یا اینکه رابطه مسلمانان را با آن قطع کنیم. به این خاطر با خود عهد نمود که تمام زندگیش را در راه نمایان ساختن عظمت قرآن صرف نماید. و عزمش را جزم نمود تا برای خدمت به قرآن یک دانشگاه اسلامی را در شرق آنادول، با سبک دانشگاه الأزهر مصر به نام الزهراء تأسیس کند. به این منظور در سال ۱۸۹۶ به استانبول رفت و مدت یک سال و نیم در خانهٔ یکی از دوستانش اقامت کرد تا طرح خود را به متولیان امر تقدیم کند ومی کوشید تا شاید طرح او را تصویب کنند ولی عاقبت با دست خالی به وان برگشت. در سال ۱۹۰۷ به استانبول برگشت و در هتل شکرچی اقامت گزید وبر سر در منزلش تابلویی نصب کرد با این عنوان که در اینجا «هر مشکلی حل و به هر سؤالی جواب داده می‌شود بدون آنکه از کسی سؤال شود». در سال ۱۹۱۰ استانبول را ترک و به وان بازگشت و در آنجا کتاب‌های مناظرات و محاکمات را نوشت که در سال ۱۹۱۳ م در استانبول چاپ شدند. در سال ۱۹۱۱ به قصد دیدار با خواهرش از شام دیدن کرد و در مسجد اموی دمشق به زبان عربی سخنرانی نمود.

## جنگ جهانی اول
با شروع جنگ جهانی اول بدیع الزمان با یک دست قرآن وبا دست دیگر سلاح برداشت. زنان، دختران و بچه‌ها را به جاهای امن می‌رساند شب‌ها به دفاع ویا حمله به دشمن می‌پرداختند و از طرف دیگر مشغول درس دادن و خواندن قرآن می‌شدند تا اینکه در آن جنگ زخمی و به اسارت دشمن درآمد. روسها سعید نورسی را از طریق بایزید به [ماکو][جلفا] منتقل کرده و در بیمارستان روسها تحت درمان قرار گرفت در طول مدت درمان همچنان به ارشاد مردم در جهت اتحاد اسلام و مبارزه با روس‌ها می‌پرداخت بعد از طریق جلفا به روسیه منتقل شد و دو سال وچهار ماه و چهار روز در اسارت ماند. بعد از این مدت با کمال تعجب و شگفتی -بافضل -خداوند از اسارت نجات پیدا کرد و از طریق ورشو و وین به استانبول رسید ومورد استقبال مردم و خلیفهٔ وقت قرار گرفت و در آنجا از جانب خلیفه بدون آنکه خودش اطلاعی داشته باشد، به عنوان عضو دارالحکمة الإسلامیة برگزیده شد.
بدیع الزمان هیچ وقت تحت تأثیر استعمارگران قرار نگرفت و در مقابل آنان زانو نزد و با آن‌ها مخالفت می‌کرد تا اینکه چندین بار به دادگاه سوری کشانده و بعدها به تبعید سوری رفت. با این حال هیچوقت امید به پیروزی و آینده را از دست نداد. در سال ۱۹۲۳ به وان برگشت و در خرابه‌ای در بالای کوه ارک خداپرستی واقعی را آغاز کرد و به انزوا و پرورش روح وجان خود پرداخت.
در کنار این کوه بلند وسر به فلک کشیده مدت زیادی مشغول به عبادت و فکر و اندیشه به آینده اسلام و مسلمین بود در همین وقت بود که شیخ سعید پیران خود را برای جنگ مسلحانه علیه دولت لائیک آماده می‌نمود و از بدیع الزمان نیز دعوت نمود تا با او در این کار همراه شود. چون بدیع الزمان مدت زیادی بود که از این روش مبارزه دست برداشته بود در جواب نامهٔ پیران گفت: این کار شرعاً جایز نیست چونکه شمشیر کشیدن به جز به روی دشمنان بیگانه، به روی کس دیگری در داخل کشیده نمی‌شود؛ و تنها راهی که برای نجات ورهایی، در این عصر پیش رو قرار دارد، عبارت است از ارشاد مردم به سوی حقایق قرآن و ایمان و ریشه کن کردن جهل وبی سوادی.
بالاخره جنگ شروع شد و به ضرر وشکست مسلمانان انجامید. درندگان حکومتی، ریختن خون مردم مسلمان را از سر گرفتند ورؤسای عشایر کُرد را دستگیر و آنها را از شهر و منطقهٔ خود دور کرده وتحت نظارت قرار دادند.
در این برنامه، مأموران جناب نورسی را هم فراموش نکردند و در ۲۵ شباط ۱۹۲۵ م. دسته‌ای سرباز به بالای کوه ارک فرستاده تا ایشان را از آنجا پایین بیاورند. او را ابتدا با ارزروم سپس به طرابزون و پس از آن به استانبول و از آنجا نیز به بوردو و پس از هفت ماه به اسپارته برده شد پس از چند ماه نگذاشتند در آنجا هم راحت باشد و دستور داده شد که به بارلا - که در یک منطقه دور افتاده قرار داشت - برده شد.
بدیع الزمان خداپرست با هدفی پاک و نیتی خالص و محبتی بی‌اندازه نسبت به دینش و ترس فراوان از قیامت و دلسوزی نسبت به مسلمانان، در شهر کوچک وزیبای بارلا خداپرستی را از سر گرفت و دلش را صادقانه تسلیم خدا نمود. در این شهر که خانهٔ محقر و کوچکی به او داده بودند. او مدت هشت سال و نیم زندگی کرد و بیشتر رسالات نور را در آنجا نوشت و به این صورت این اتاقک چوبی به عنوان اولین مدرسهٔ نور به حساب می‌آید.

## جشن رسالات نور
دادگاه آفیون در سال ۱۹۴۸ م انجمنی از علما و دانشمندان را برای تحقیق و بررسی پیام‌های نور واعلام نظر خود در مورد آن‌ها تشکیل داد. این دادگاه مدت هشت سال به طول انجامید تا بالآخره در ۲۵ مایس ۱۹۵۶ م طبق گزارش آن انجمن مبنی بر اینکه در رسالات نور هیچ گونه ضدیت با قانون اساسی و حکومت ترکیه وجود ندارد، صادر شد. بدین ترتیب شاگردان نور آستین‌ها را بالا زدند و چاپخانه‌های استانبول، آنکارا، صامسون و انطالیا(آنتالیا) را برای چاپ پیام‌ها راه اندازی کردند. بدیع الزمان از اینکه رسالات نور چاپ می‌شدند خیلی خوشحال بود و می‌گفت این عید و جشن رسالات نور است. من منتظر چنین روزی بودم.

## در فرهنگ عامه
یک فیلم ترکی Free Man بر اساس زندگینامه نورسی در سال ۲۰۱۱ ساخته شد.
انیمیشن ترکی - بیوگرافی محصول سال ۲۰۱۱ به کارگردانی اسین اورهان است

## وفات
جناب بدیع الزمان در ۲۳ مارس ۱۹۶۰م در بیست و پنجمین روز از ماه مبارک رمضان در شهر اورفا عالم فانی را به‌سوی عالم بقا ترک کرد. برادرش عبدالمجید افندی و طلبه‌هایش که از اقصا نقاط ترکیه آمده بودند به همراه دوستان آن مرحوم و اهالی شهر اورفا بر پیکرش نماز خواندند. سه ماه بعد، حکومتی که با وقایع ۲۷ می بر سر کار آمده بود مزار او را تخریب و پیکر مبارکش را به نقطه‌ای نامعلوم انتقال می‌دهد. کسی که به عنوان حَکَم، بعد از وفات بدیع الزمان سعید نورسی به اموال باقیمانده‌اش رسیدگی می‌کرد اعلام نمود که یک ساعت و چیزهایی مانند جُبه از او باقی مانده است و ارزش آن‌ها بیشتر از ۳۰۰–۲۰۰ لیره نمی‌شود. این اعلام، بهترین پاسخ به کسانی بود که به بدیع الزمان اتهام وارد می‌کردند. این شخصیت بزرگ همان‌طور که در طول حیاتش مال و مُلکی نداشت با مرگ خود نیز نشان داد که هدف اصلی‌اش کسب رضای الهی و خدمت به ایمان فرزندان این وطن بود. او نشان داد آن‌چنان‌که عده‌ای مغرض اتهام وارد می‌کردند، در پی منافع دنیوی نبود و هدف سیاسی هم نداشت. این مطلب برای اهل انصاف اثبات شد.

## شهادت علما دربارهٔ بدیع الزمان
عاصم الحسینی، او را استاد، پیشوا و قهرمانی می‌داند که مرگ از او هراسناک بود. شیخ محمّدامین قره داغی، او را مجاهد، محمّد زاهد ملاذگردی، او را مجاهد قرن چهاردهم هجری و دکتر رمضان بوطی او را نابغهٔ بزرگ می‌داند و دکتر محسن عبدالحمید نیز از او به عنوان پیشگام اندیشهٔ نوین اسلامی یاد می‌کنند.

## بعضی کتاب‌ها و رسالات سعید نورسی ترجمه شده به فارسی
بیشتر کتاب و رسالات سعید نورسی را در ایران نشر احسان زیر طبع و نشر برده است.
- نامه‌های بارلا، نویسنده:سعید نورسی؛ مترجم:داوود وفایی؛ ناشر: شر احسان[۱۶]
- شعاع‌ها؛ نویسنده:سعید نورسی؛ مترجم:داوود وفایی؛ ناشر: شر احسان[۱۷]
- واژه‌های نورانی: نویسنده:سعید نورسی؛ مترجم: جلال جلالی زاده؛ ناشر: شر احسان[۱۸]
- نامه‌های امیرداغ، نویسنده:سعید نورسی؛ مترجم:داوود وفایی؛ ناشر: شر احسان[۱۹]
- کلام‌ها (از کلیات رسایل نور) نویسنده:سعید نورسی؛ مترجم:داوود وفایی؛ ناشر: شر احسان[۲۰]
- رساله ثمره مدرسه یوسفیه: نویسنده:سعید نورسی؛ مترجم: داود وفایی؛ ناشر: شر احسان[۲۱]
- از کلیات رساله نور: رساله طبیعت: نویسنده:سعید نورسی؛ مترجم: داود وفایی؛ ناشر: شر احسان[۲۲]
- اخلاص و برادری: نویسنده:سعید نورسی؛ مترجم: داریوش موسوی؛ ناشر: شر احسان
- پیام تسلی به بیماران: نویسنده:سعید نورسی؛ مترجم: کیومرث یوسفی؛ ناشر: شر احسان
- ایمان و تکامل انسان: نویسنده:سعید نورسی؛ مترجم: داریوش موسوی؛ ناشر: شر احسان
- مکتوبات: نویسنده:سعید نورسی؛ مترجم: داود وفایی؛ ناشر: شر احسان
- رمضان، اقتصاد، شکر: نویسنده:سعید نورسی؛ مترجم: داریوش موسوی؛ سال ۱۳۹۳؛ ناشر: شر احسان
- مقایسه حکمت قرآن و حکمت فلسفه: نویسنده:سعید نورسی؛ مترجم: داریوش موسوی؛ سال ۱۳۹۰؛ ناشر: شر احسان
- رساله طبیعت: نویسنده:سعید نورسی؛ مترجم: داود وفایی؛ سال ۱۳۹۳؛ ناشر: شر احسان
- راهنمای جوانان: نویسنده:سعید نورسی؛ مترجم: داود وفایی؛ سال ۱۳۹۵؛ ناشر: شر احسان
- عصای موسی: نویسنده:سعید نورسی؛ مترجم: داود وفایی؛ سال ۱۳۹۳؛ ناشر: شر احسان
- کلام‌های کوتاه: نویسنده:سعید نورسی؛ مترجم: داریوش آشوری؛ سال ۱۳۹۳؛ ناشر: شر احسان
- راهنمای بانوان: نویسنده:سعید نورسی؛ مترجم: داود وفایی؛ سال ۱۳۹۳؛ ناشر: شر احسان
- رساله وسوسه: نویسنده:سعید نورسی؛ مترجم: داود وفایی؛ سال ۱۳۹۳؛ ناشر: شر احسان
- آیت الکبری: نویسنده:سعید نورسی؛ مترجم: داود وفایی؛ سال ۱۳۹۳؛ ناشر: شر احسان
- رستاخیز: نویسنده:سعید نورسی؛ مترجم: داریوش موسوی؛ سال ۱۳۹۳؛ ناشر: شر احسان